# Distrito de La Ramada
El distrito de La Ramada es uno de los quince distritos de la Provincia de Cutervo, ubicada en el Departamento de Cajamarca, bajo la administración del Gobierno regional de Cajamarca, en el Perú.  
Desde el punto de vista jerárquico de la Iglesia católica forma parte de la Prelatura de Chota, sufragánea de la arquidiócesis de Piura.

## Historia
El distrito de La Ramada fue creado mediante Ley n.º 13703 del 6 de octubre de 1961, en el segundo gobierno del Presidente Manuel Prado Ugarteche.
Se formó tomando parte de los antiguos distritos de Cujillo, La Lucma y Sócota. 
Su principal centro poblado de menor desarrollo lo constituye la localidad de Llushcapampa.
Sus principales campiñas son: Corral Cucho, Tambillo, Suro Chico, Carhuallo, La Laguna, Valle Grande, Chacrerías, Sipián, La Cubillino, Las Iglesias, Gualinga y Los Puentes.

## Geografía
Tiene una superficie de 30,27 km².
LIMITES:
Norte : Con los distritos de San Juan y Cujillo.
Este  : Con el distrito de Chimbán, Prov. de Chota.
Sur   : Con el distrito de Chimbán.
Oeste : Con los distritos de San Luis de Lucma y San Juan de Cutervo.

## Fiestas Patronales
- Fiesta en honor de la Virgen del Carmen  del 14 al 18 de junio
- Aniversario de Colegio : 23 de septiembre
- Aniversario Distrital   6 de octubre

## Autoridades

### Municipales
- 2011 - 2014[2]
  - Alcalde: Oferaldo Arévalo Sánchez, del Frente Regional De Cajamarca (FRC).
  - Regidores: Héctor Quevedo Idrogo (FRC), Juan Rigoberto Gonzales Fernández (FRC), Elevi Collantes Bustamante (FRC), Victoria Pardo Peralta (FRC), Wilian Estela Oblitas (Alianza Cajamarca Siempre Verde - Fuerza 2011).
- 2007 - 2010
  - Alcalde: José Jairo Villegas Uriarte.

### Policiales
- Comisario:    PNP

### Religiosas
- Mayor mente la población pertenece a la Iglesia católica